# Les Sept Pierres de l'espace
Les Sept Pierres de l'espace (titre original : Captain Future and the Seven Space Stones) est un roman de science-fiction de type « space opera » d'Edmond Hamilton. Paru en janvier 1941, c'est le 5e roman de la saga du Capitaine Futur. Il a été adapté dans la série de dessins animés Capitaine Flam sous le titre Le Secret des Sept Pierres.
Dans ce roman, le capitaine Futur a pour mission d'empêcher le scientifique criminel Ul Quorn de prendre possession des Sept Pierres de l'espace. Selon la légende, celui qui parvient à réunir la totalité de ces pierres aurait la possibilité d'accéder à une immense puissance.

## Publications

### Publications aux États-Unis
Le roman est paru aux États-Unis en janvier 1941.

### Publications en France
Il a été publié en France en juin par Le Bélial' dans sa collection « Pulps », avec une traduction de Pierre-Paul Durastanti.

### Publications dans d'autres pays
Le roman a aussi été publié :
- en japonais en 1966 sous le titre 太陽系七つの秘宝[3] ;
- en langue allemande :
  - en 1961 sous le titre Diamanten der Macht[4] ;
  - en 1982 sous le titre Diamanten der Macht[5] ;
  - en 2016 sous le titre Die sieben Weltraumsteine[6].

## Personnages
- L'équipe du capitaine Futur
  - Curtis Newton, alias « capitaine Futur » : homme grand, athlétique, aux cheveux roux. Il est né sur la Lune peu avant l’assassinat de ses parents.
  - Simon Wright, alias « le Cerveau » : le professeur a eu son cerveau transféré dans une machine fonctionnant à l'énergie nucléaire. Il est le « mentor » du capitaine Futur et expert scientifique reconnu dans de nombreux domaines.
  - Grag : robot métallique d'environ deux mètres de hauteur, puissant, d'intelligence moyenne, créé par les parents du capitaine Futur et par Simon Wright.
  - Otho : androïde synthétique, métamorphe, physiquement agile et rapide, à l'intelligence vive, créé par les parents du capitaine Futur et par Simon Wright.
  - Joan Randall : belle et jeune femme aux cheveux bruns faisant partie de la Police des Planètes.
  - Ezra Gurney : officier supérieur (« marshal ») de la Police des Planètes.
  - Halk Anders : directeur général de la Police des planètes.
  - Ik : « chiot de Lune » doué de télépathie ; animal de compagnie de Grag.
  - Oug : être métamorphe trouvé sur un astéroïde ; animal de compagnie d'Otho.

- Les méchants
  - Ul Quorn : scientifique criminel ; métis Humain/Martien/Vénusien.
  - N'Rala : Martienne ; sa compagne et complice.
  - « Caméléon » : Saturnien ; complice d'Ul Quorn ; il peut se camoufler et passer inaperçu.
  - L'« Auditeur » : Neptunien ; complice d'Ul Quorn ; il peut entendre des paroles et des sons à grande distance.

- Autres personnages
  - Kenneth Lester : archéologue et anthropologue ; ce personnage avait déjà été croisé dans le roman L'Empereur de l'espace.
  - L'Ermite de l'espace : il vit sur un astéroïde près de Mars.
  - Thuro Thuun : jadis scientifique martien.

## Résumé
Remarque : Le récit est divisé en 20 chapitres. Les noms des personnages et des lieux sont ceux indiqués dans la traduction de Pierre-Paul Durastanti aux éditions du Bélial' en 2020.
À New York, le Musée des sciences interplanétaires abrite de rares pièces archéologiques. Une pierre trouvée sur la planète Jupiter est en train d'être examinée et analysée par Kenneth Lester, un archéologue du musée. Il s'agit de l'un des « Sept Pierres » martiennes. Selon la légende martienne, le savant Thuro Thuun avait créé sept « Pierres de l'espace » permettant l'obtention d'une puissance phénoménale. Lester contacte les autorités afin que cette pierre soit remise au capitaine Futur, mais cela est impossible : le capitaine est en vacances en un endroit inconnu. Soudain, le scientifique criminel Ul Quorn surgit et déclare vouloir s'emparer de la pierre. Lester refuse de la lui remettre et Ul Quorn le tue froidement, s'emparant de la pierre. Or le capitaine Futur n'est pas loin : avec Otho et Joan, il est venu incognito à la fête foraine de New York (chapitre 1er).
Peu après, le capitaine Futur, Otho et Joan assistent à une représentation du Cirque interplanétaire. Le capitaine reconnaît sous les traits de l'un des artistes le visage de Ul Quorn, qui procède à de prétendus tours de magie (en fait des usages spectaculaires de l'antique science martienne). Joan est avertie qu'elle doit se rendre en urgence au musée où l'on vient de découvrir le cadavre de Kenneth Lester. Accompagnée du capitaine Futur et d'Otho, elle se rend sur les lieux. Lester a été démantibulé par un appareil utilisant manifestement l'antique science martienne (chapitre 2).
Pendant ce temps, Ul Quorn a terminé son numéro de magicien. Avec sa complice N'Rala, il rencontre des représentants de la planète Mars. Il leur confirme qu'il a déjà volé l'une des Pierres sur Mercure et qu'il vient d'en dérober une deuxième sur la Terre. Une troisième pierre sera volée de nouveau sur Terre très prochainement, puis sur une autre sur Vénus par la suite. Ul Quorn table sur l'activité de ses alliés pour qu'ils localisent les trois autres pierres. Après le départ des Martiens, Ul Quorn révèle à N'Rala le fond de sa pensée : escroquer les Martiens, qu'il utilise pour ses propres buts (réunir les Sept Pierres et les garder pour lui). Un comparse de Ul Quorn, l'Auditeur (capable d'entendre des conversations ou des sons à de grandes distances), révèle à son maître la présence au cirque du capitaine Futur, d'Otho et Joan, et qu'ils viennent d'être appelés pour l'enquête sur la mort de Lester. Avec N'Rala et ses complices, Ul Quorn se rend au domicile d'Harrison Yale, qui détient l'une des pierres. C'est alors que le capitaine et Otho arrivent eux-aussi au domicile d'Harrison (chapitre 3).
Le capitaine et Otho demandent à Harrison la possibilité de voir la Pierre de l'espace qui est en sa possession. Harrison ouvre son coffre-fort et la leur présente. Examinant de près la pierre, le capitaine « entend » par télépathie un message mental enregistré dans la pierre. Il en déduit que les sept Pierres réunies permettent d'avoir un message révélant un très grand secret. Mais Caméléon est là, camouflé. Il s'empare de la pierre et s'enfuit. Le capitaine et Otho retournent sur leur base lunaire, où ils retrouvent le professeur Simon Wright et Grag. Une fête est organisée pour l'anniversaire du robot et le capitaine raconte leurs aventures et ses déductions. Il souhaite aller sur Vénus, là où se rendent le Cirque interplanétaire et Ul Quorn, lequel souhaite sans doute voler l'une des Pierres de l'espace qui se trouve au musée archéologique. Quand le capitaine Futur et ses compagnons arrivent sur Vénus, ils y rencontrent Joan et Ezra Gurney au musée archéologique. Ouvrant le coffre-fort, on découvre que la pierre n'y est plus ! Futur suppose que Ul Quorn a utilisé un mécanisme éloignant les atomes les uns des autres et permettant de traverser les murs. Ainsi Ul Quorn est en possession de quatre des sept Pierres secrètes (chapitres 4 à 6).
Le capitaine Futur décide de surveiller Ul Quorn en se faisant embaucher, avec ses compagnons, dans le Cirque galactique. Pour cela, sur Vénus, muni d'un appareil permettant d'atténuer la volonté de puissance et la rage des féroces Tigres des marais vénusiens. Ainsi les quatre Futuristes sont embauchés au cirque : Grag, recouvert d'un épiderme humain, se fait passer pour un homme à la force herculéenne, Otho pour un acrobate, Simon pour un ordinateur à l'intelligence artificielle prodigieuse, et le capitaine (sous l'identité de « Kovo ») pour un dresseur de tigres des marais. Le soir suivant leur embauche, les quatre Futuristes sont produits lors du spectacle du cirque. Au vu des prestations du capitaine, Ul Quorn a des doutes et pense que ces prestations ne sont pas « normales ». Alors que le capitaine fait son numéro de dressage avec les féroces tigres des marais, Ul Quorn empêche à distance l'atténuateur de volonté de fonctionner normalement. Le capitaine est attaqué par les animaux sauvages qui ont retrouvé leur légendaire férocité. En bloquant les émissions de brouillage du bandit, le capitaine finit par maîtriser les animaux féroces. Ul Quorn comprend alors que le dompteur est le capitaine Futur (chapitres 7 et 8).
Pendant ce temps, Otho cambriolait le vaisseau spatial/domicile de Ul Quorn à la recherche des quatre pierres volées, mais il s'est fait prendre par l'Auditeur qui l'a entendu fouillé dans le domicile. Le face-à-face est tendu entre Ul Quorn, N'Rala, l'Auditeur et Otho. Le capitaine a suivi le petit groupe et s'interpose, montrant ainsi que « l'acrobate » (Otho) fait partie de son équipe. Le capitaine est prêt à abattre Ul Quorn ; ce dernier se retire sans combattre. Le cirque se dirige vers la planète Mars (chapitre 9).
Sur Mars, Ul Quorn a un entretien avec deux émissaires de la secte martienne qui l’aide depuis le début. Ces deux émissaires sont Sy Twih et Mus Sigu. Les trois pierres sont possédées par Rok Olor, un vieux pirate de l'espace qui vit sur Déimos et par Bubas Uum, le propriétaire d'un casino situé sur la ceinture d'astéroïdes. Mais N'Rala veille et découvre que Mus Sigu, qui écoute à la porte la conversation entre Ul Quorn et Sy Twih, n'est autre que le capitaine Futur habilement déguisé. Celui-ci la fait prisonnière. L'équipe du capitaine (y compris Joan et Ezra), à bord du Comète, se dirige vers la planète Deimos pour y rencontrer Rok Olor, un ancien pirate de l'espace contre qui Ezra Gurney avait dû jadis lutter. Le capitaine Futur et Ezra découvrent le repaire et rencontrent Rok Olor. À l'occasion de cette rencontre, Ezra et Rok avouent leur admiration l'un pour l'autre. Le vieux voleur reconnaît qu'il détient l'une des Sept Pierres et, mourant, accepte de prêter la pierre au capitaine Futur (chapitres 10 et 11).
Ainsi le capitaine Futur a entre ses mains l'une des Sept Pierres. Tandis que le Comète retourne sur Mars, le capitaine hypnotise N'Rala. La jeune femme lui révèle que les quatre pierres en possession d'Ul Quorn se trouvent dans une cachette étanche à l'intérieur du cyclotron n°1 de son vaisseau/domicile. Futur demande à Grag et Otho « de faire du raffut » pendant que Ul Quorn se produit au spectacle du cirque. Son plan est de fouiller le vaisseau du bandit pendant ce temps. Peu de temps après, Ul Quorn ordonne à l’homme-colosse (Grag) de tuer l'acrobate (Otho) pendant qu'il fera du trapèze. Grag et Otho s'entendent pour monter un raffut, en l'occurrence une fausse bagarre. Mais après plusieurs minutes de bagarre, ils voient Ul Quorn quitter le cirque. Les deux Futuristes recherchent le capitaine : il a disparu. On fait le point : le capitaine n'est plus là, Ul Quorn est parti de Mars, N'Rala s'est libérée de ses liens et l’a accompagné. Sans doute le bandit est-il parti pour la « Planète des plaisirs » sur laquelle se trouvent les deux dernières pierres de l'espace. Tandis qu'ils parcourent l'espace interplanétaire vers l'astéroïde, le radar détecte un cadavre flottant dans l'espace. Le récupérant, ils découvrent horrifiés qu'il s'agit du capitaine Futur. Effondrés de chagrin, ils décident de lui donner des funérailles spatiales : ils l'inhument dans un petit astéroïde et le font exploser avec les canons-laser du Comète (chapitres 12 et 13).
Retour en arrière : le capitaine a été fait prisonnier alors qu'il fouillait le compartiment étanche du cyclotron n°1. Ligoté, il a été placé sous le garde de Caméléon. En raison des cahots liés à la navigation interplanétaire, Caméléon a chuté au sol. Le capitaine en profite pour l'assommer avec ses jambes, puis pour se délivrer. Une bagarre a lieu quand le capitaine vient juste de se libérer. Un coup d'arme laser part, tuant Caméléon sur le coup. Le capitaine prend ses vêtements et le maquille de façon à ce qu'on croit que le défunt est Futur, et lui-même se déguise en Caméléon. Son plan se passe à merveille : quand  Ul Quorn et N'Rala reviennent, ils sont persuadés de la mort du capitaine. Ul Quorn ordonne de jeter le cadavre dans l'espace et de continuer le trajet. Le capitaine trouve refuge sur un petit astéroïde où vit l'Ermite de l'espace, qu'il avait jadis aidé. L'Ermite l'aide en lui fournissant divers éléments chimiques et divers matériaux qui permettent au capitaine de lancer un appel au secours. Le capitaine rencontre aussi un petit être métamorphe qui peut se transformer à volonté. Retour au temps du récit : le Comète reçoit le message d'appel au secours du capitaine et atterrit sur l’astéroïde. Les retrouvailles sont émouvantes : tout le monde a compris que le capitaine est vivant et que c'est Caméléon qui a fait l'objet des obsèques spatiales. En quittant l'astéroïde, Otho, qui a remarqué l'être métamorphe, demande la permission de l'emporter. L'Ermite la lui donne sans difficulté. Le Comète, désormais au complet, se dirige vers la Planète des plaisirs située dans la Ceinture d'astéroïdes (chapitres 14 et 15).
La « Planète des plaisirs » est un astéroïde aménagé sur lequel on peut jouer à tous les jeux interdits. Son directeur est Bubas Uum, propriétaire de deux Pierres secrètes. Ul Quorn vient d'arriver depuis peu de temps sur l'astéroïde. Quand le capitaine Futur, grimé en riche héritier, arrive au casino, Ul Quorn joue au « Jeu de la roulette au radium ». Utilisant un engin qui agit sur la roulette, il peut à sa guise choisir que tel numéro sorte. Il a acquis une énorme somme d'argent et est sur le point de « faire sauter la banque », quitte à négocier ensuite l'échange de la fortune acquise contre la remise des deux pierres. Le capitaine Futur se met à son tour à jouer, utilisant le même système de triche que Ul Quorn. Les deux hommes se battent à coup de millions, sous le regard affolé de Bubas Uum qui craint la faillite de son établissement (chapitre 16).
Le capitaine Futur, ayant brouillé les émissions de l'engin qui permettait à Ul Quorn de tricher, l'emporte sur ce dernier. Mais Bubas Uum suspecte Ul Quorn et le capitaine Futur d'avoir tous les deux triché pour gagner. Ils sont ligotés et placés en prison. Ul Quorn tente de négocier sa libération et l'obtention des deux pierres en possession du directeur : en échange de sa libération et de la remise des pierres, il donnera au directeur les clefs scientifiques lui permettant de « choisir » ses gagnants à la roulette au radium. Ce dernier accepte les conditions proposées par le bandit ; il le libère et lui remet ses deux Pierres. Le directeur quitte la pièce, laissant Ul Quorn et N'Rala, libérés, en présence du capitaine et de Joan, entravés. Sous les yeux de capitaine Futur, Ul Quorn réunit alors les sept Pierres et met en marche un mécanisme qui met six de ces pierres en relation les unes aux autres. Il prend connaissance du message global dont 1/6e a été caché dans chaque pierre. Muni d'un mécanisme de réduction des atomes, Ul Quorn diminue alors de taille et peut, devenu petit puis infiniment petit, pénétrer à l'intérieur de la septième des pierres, lui permettant d'accéder à un micro-univers (chapitre 17).
Pendant ce temps, Otho a pris l'apparence du directeur de la Planète des plaisirs et parvient à libérer le capitaine et Joan, tandis que N'Rala est faite prisonnière. Le capitaine et Simon créent le même mécanisme que celui utilisé par Ul Quorn. Futur se rapetisse et se dirige dans le micro-univers, et spécialement vers une planète abritant la vie. Le capitaine se retrouve encore face-à-face avec Ul Quorn. Un combat s'engage, au terme duquel Ul Quorn est mis hors d'état de nuire et ligoté par le capitaine. Ému par la détresse des habitants de la planète du micro-univers (la planète se meurt faute d'énergie), le capitaine Futur s'engage à donner de l'énergie aux habitants (chapitres 18 et 19).
Le capitaine retourne dans notre univers avec Ul Quorn devenu son prisonnier. Tenant sa promesse, il crée un cube de cristal gorgé d'énergie, dans lequel il insère le grain de sable contenant le micro-univers. Les habitants de ce micro-univers vont désormais vivre dans de bien meilleures conditions (chapitre 20).

## Différences avec le dessin animé
S'agissant des personnages, les noms de plusieurs héros ont été modifiés : le capitaine Futur devient le capitaine Flam, Grag devient Crag, Otho devient Mala. Joan Randall est renommée Joan Landor, et de brune (roman) elle devient blonde (dessin animé). Ezra Gurney est appelée indifféremment Ezra ou « Ezla » dans le dessin animé.
Le vaisseau le « Comète » devient le « Cyberlab » ; le petit vaisseau-fusée est baptisé Cosmolem.
Dans le roman, le professeur Simon Wright a le cerveau logé dans une grande boîte aux arêtes métalliques encadrées de verre transparent, et la boîte est portée à mains nues par Grag ou Otho ; dans le dessin animé, le cerveau est logé par un système autoporteur qui permet au professeur une totale autonomie de déplacement.
Le nom de « Ul Quorn » (roman) est francisé en « Calonne » (dessin animé) ; celui de « N'Rala » (roman) en « Saturna » (dessin animé).
Les lieux de l’action dans le roman sont respectivement les planètes Mars et Vénus. Le dessin animé se déroule respectivement sur les planètes fictives « Alvéola », « Kérus » et « Urras » aux localisations indéterminées.

## Autour du roman
On retrouvera le bandit Ul Quorn dans le roman Le Magicien de Mars.